# Comuna Dibrova, Sînelnîkove
Dibrova (în ucraineană Діброва) este o comună în raionul Sînelnîkove, regiunea Dnipropetrovsk, Ucraina, formată din satele Dibrova (reședința), Vesele și Voronivka.

## Demografie
Componența lingvistică a satului Dibrova
     Ucraineană (89,57%)
     Rusă (8,61%)
Conform recensământului din 2001, majoritatea populației satului Dibrova era vorbitoare de ucraineană (89,57%), existând în minoritate și vorbitori de rusă (8,61%).